# Чемпіонат світу з баскетболу 1967
Чемпіонат світу з баскетболу 1967 року — чемпіонат світу з баскетболу, що проходив в Уругваї з 27 травня по 11 червня 1967 року.

## Команди-учасниці
| Група A                      | Група B                    | Група С                              | Країна-господар |
| ---------------------------- | -------------------------- | ------------------------------------ | --------------- |
| Італія Мексика Югославія США | Аргентина Японія Перу СРСР | Бразилія Парагвай Польща Пуерто-Рико | Уругвай         |

## Кваліфікація

### Група А
| М  | Команда   | В | П | М       | О | США   | Юго   | Мек   | Іта   |
| -- | --------- | - | - | ------- | - | ----- | ----- | ----- | ----- |
| 1. | США       | 3 | 0 | 218:192 | 6 |       | 76:71 | 75:65 | 67:56 |
| 2. | Югославія | 2 | 1 | 228:211 | 5 | 71:76 |       | 86:73 | 71:62 |
| 3. | Мексика   | 1 | 2 | 216:221 | 4 | 65:75 | 73:86 |       | 78:60 |
| 4. | Італія    | 0 | 3 | 178:216 | 3 | 56:67 | 62:71 | 60:78 |       |

### Група В
| М  | Команда   | В | П | М       | О | СРСР   | Арг    | Пер   | Япо   |
| -- | --------- | - | - | ------- | - | ------ | ------ | ----- | ----- |
| 1. | СРСР      | 3 | 0 | 284:168 | 6 |        | 105:66 | 84:46 | 95:56 |
| 2. | Аргентина | 2 | 1 | 208:233 | 5 | 66:105 |        | 73:65 | 69:63 |
| 3. | Перу      | 1 | 2 | 192:215 | 4 | 46:84  | 65:73  |       | 81:58 |
| 4. | Японія    | 0 | 3 | 177:245 | 3 | 56:95  | 63:69  | 58:81 |       |

### Група С
| М  | Команда     | В | П | М       | О | Бра   | Пол    | Пуер  | Пар    |
| -- | ----------- | - | - | ------- | - | ----- | ------ | ----- | ------ |
| 1. | Бразилія    | 3 | 0 | 260:164 | 6 |       | 83:67  | 92:56 | 85:41  |
| 2. | Польща      | 2 | 1 | 244:207 | 5 | 67:83 |        | 76:64 | 101:60 |
| 3. | Пуерто-Рико | 1 | 2 | 206:220 | 4 | 56:92 | 64:76  |       | 86:52  |
| 4. | Парагвай    | 0 | 3 | 153:272 | 3 | 41:85 | 60:101 | 52:86 |        |

## Кваліфікація 8-13 місця
| М   | Команда     | В | П | М       | О  |
| --- | ----------- | - | - | ------- | -- |
| 8.  | Мексика     | 5 | 0 | 318:265 | 10 |
| 9.  | Італія      | 4 | 1 | 373:298 | 9  |
| 10. | Перу        | 3 | 2 | 279:281 | 8  |
| 11. | Японія      | 2 | 3 | 327:344 | 7  |
| 12. | Пуерто-Рико | 1 | 4 | 342:355 | 6  |
| 13. | Парагвай    | 0 | 5 | 283:379 | 5  |

3 червня  Парагвай 46–63  Мексика
3 червня  Пуерто-Рико 52–57  Перу
4 червня  Парагвай 58–91  Італія
4 червня  Мексика 56–44  Перу
4 червня  Пуерто-Рико 79–86  Японія
5 червня  Пуерто-Рико 59–65  Мексика
6 червня  Парагвай 55–80  Японія
6 червня  Італія 68–46  Перу
7 червня  Японія 54–69  Мексика
7 червня  Пуерто-Рико 78–69  Парагвай
8 червня  Парагвай 55–65  Перу
8 червня  Пуерто-Рико 74–78  Італія
9 червня  Японія 50–67  Перу
9 червня  Італія 62–63  Мексика

## Фінальний раунд
| М  | Команда   | В | П | М       | О  |
| -- | --------- | - | - | ------- | -- |
| 1. | СРСР      | 5 | 1 | 449:368 | 11 |
| 2. | Югославія | 4 | 2 | 451:432 | 10 |
| 3. | Бразилія  | 4 | 2 | 465:432 | 10 |
| 4. | США       | 4 | 2 | 457:391 | 10 |
| 5. | Польща    | 2 | 4 | 422:469 | 8  |
| 6. | Аргентина | 1 | 5 | 399:479 | 7  |
| 7. | Уругвай   | 1 | 5 | 347:419 | 7  |

1 червня  Бразилія 63–45  Уругвай
2 червня  США 76–66  Аргентина
2 червня  Польща 61–86  СРСР
3 червня  Бразилія 74–78  СРСР
3 червня  Уругвай 75–79  Аргентина
4 червня  Польща 78–82  Югославія
4 червня  Уругвай 53–88  США
5 червня  СРСР 96–61  Аргентина
5 червня  Бразилія 84–87  Югославія
6 червня  Бразилія 90–85  Польща
6 червня  СРСР 58–59  США
6 червня  Югославія 93–69  Аргентина
7 червня  Уругвай 54–60  СРСР
7 червня  Югославія 73–72  США
7 червня  Аргентина 58–65  Польща
8 червня  Югославія 73–72  США
9 червня  США 91–61  Польща
9 червня  Югославія 57–58  Уругвай
10 червня  Аргентина 74–66  Бразилія
10 червня  Уругвай 62–72  Польща
11 червня  Югославія 59–71  СРСР
11 червня  США 71–80  Бразилія

## Символічна збірна турніру
Радівой Корач
 Іво Данеу
 Мечислав Лопатка
 Модестас Паулаускас
 Луїс Клаудіо Менон